# Mikroskopie atomárních sil
Mikroskopie atomárních sil (AFM z angl. atomic force microscopy) je mikroskopická technika, která se používá k trojrozměrnému zobrazování povrchu. Někdy se nazývá také SFM (scanning force microscopy).

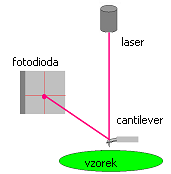
Základní schéma AFM

Techniku poprvé realizovali v roce 1986 Gerd Binnig, Calvin Quate a Christoph Gerber.
Obraz povrchu se sestavuje postupně, bod po bodu. Metoda dosahuje vysokého rozlišení. Techniku AFM lze použít ke zobrazování, k tvorbě struktur nebo ke zpracování povrchů v nanometrové oblasti.
V principu je AFM podobná metoda jako tunelová mikroskopie. K detekci však neslouží elektrický proud, ale vzájemná meziatomová přitažlivost. Detekuje se pohyb zkoumacího hrotu při průchodu nad vzorkem. Umí zobrazovat i nevodivé vzorky.
Základem AFM je ostrý hrot, který je upevněn na ohebném nosníku (angl. cantilever; tento pojem se používá i v češtině). Hrot je mírně vtlačován do vzorku a následkem působících sil je nosník ohnutý, v souladu s Hookovým zákonem. Během měření se hrot pohybuje po povrchu vzorku v pravidelném rastru (skenuje) tak, že výška druhého konce nosníku je konstantní. Je-li povrch vzorku nerovný, má nosník v různých místech vzorku různou velikost ohnutí a sledováním závislosti ohnutí na poloze na vzorku můžeme sestavit zvětšený obraz vzorku.

Mody AFM:
a – contact, b – noncontact, c – intermittent

Pokud by však nerovnost vzorku byla příliš velká, vedl by předchozí způsob měření k poškození hrotu. Proto se častěji používá režim využívající zpětné vazby, tzv. režim „s konstantním ohnutím“, ve kterém se v každém bodě rastru porovná současná hodnota ohnutí s předem nastavenou hodnotou. Pokud se liší, nosník s hrotem se přiblíží ke vzorku nebo oddálí od vzorku o takovou vzdálenost z, aby se hodnota ohnutí shodovala s předem nastavenou hodnotou. Namísto velikosti ohnutí se pak k sestavení obrazu použijí hodnoty z. Konstantní hodnota ohnutí zároveň znamená, že na vzorek působí konstantní síla. Uvedený režim může zobrazovat i drsnější vzorky, ale je pomalejší (sběr obrázku trvá delší dobu).
Oba uvedené režimy, tzv. kontaktní, však mohou vést k poškození vzorku, protože během přesunu z jednoho bodu do druhého působí mezi hrotem a vzorkem velké třecí síly. Proto se používá tzv. bezkontaktní režim, v němž není mezi hrotem a vzorkem přímý mechanický kontakt. Hrot a vzorek na sebe působí především van der Waalsovou silou. Protože je tato síla velmi malá, provozuje se bezkontaktní režim tak, že je nosník rozkmitáván a namísto jeho ohnutí se měří velikost amplitudy. Protože velikost amplitudy závisí na vzdálenosti mezi hrotem a vzorkem, lze sledováním změn amplitudy sestavit obraz povrchu vzorku.

## Konstrukce
Přesnost AFM je podmíněna přesností udržování polohy hrotu, přesností jeho pohybu a schopností detekce ohnutí. K pohybování hrotem se používají výhradně piezoelektrické skenery, které jsou schopny realizovat pohyby menší než desetina nanometru. Aby bylo možné udržet přesnou polohu hrotu, konstruují se mikroskopy AFM mechanicky velmi pevné a bývají umístěny na antivibračních stolech.
Detekce ohnutí nosníku se provádí nejčastěji pomocí laseru. Laserový svazek z laserové diody se nechá dopadat na nosník, od něho se odráží podle zákona odrazu a dopadá na fotodetektor. Změní-li se ohnutí nosníku, změní se i úhel dopadu svazku na nosník, a proto svazek dopadne do jiného místa fotodetektoru. Bude-li fotodetektor citlivý na místo dopadu svazku, může se z jeho výstupu určit ohnutí nosníku.

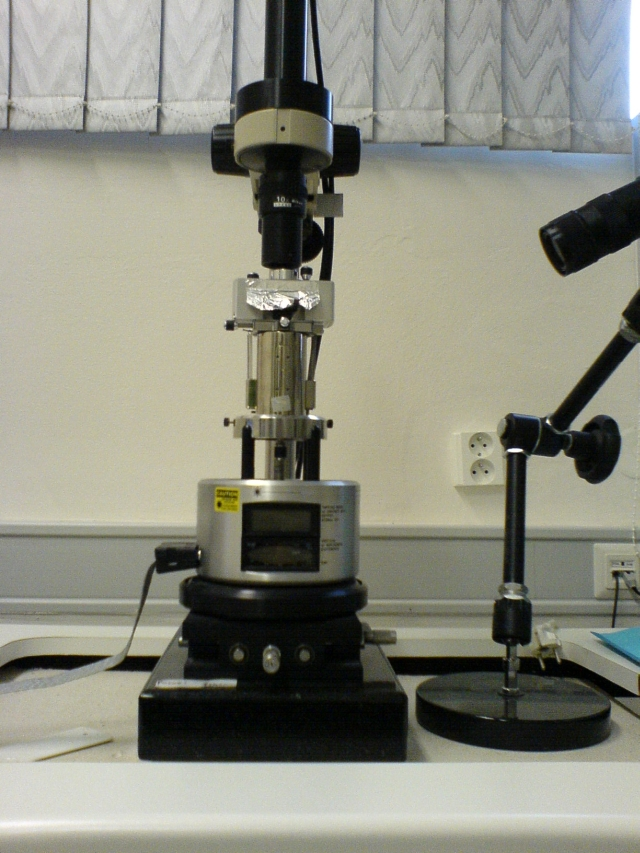
Mikroskop atomárních sil Nanoscope IIIa, výrobce Veeco Instruments

## Vlastnosti AFM
AFM může zobrazovat pouze povrch vzorků, nikoliv jejich objemovou strukturu (vzorek vyžaduje fixaci, nemůže např. plavat v roztoku). Ve srovnání s optickou mikroskopií však dosahuje značně většího rozlišení, které je srovnatelné s rozlišením elektronové mikroskopie. AFM však poskytuje trojrozměrný obraz, kdežto elektronová mikroskopie dvourozměrnou projekci.
AFM zpravidla nevyžaduje, aby se vzorek speciálně připravoval (např. pokovením), ani nevyžaduje vysoké vakuum. AFM může dokonce pracovat v kapalném prostředí, což je výhodné především při studiu biologických vzorků, které mohou být při zobrazování ve svém fyziologickém prostředí a lze v některých případech sledovat jejich funkci nebo reakci na změnu prostředí (změna pH, teploty, chemického složení).
Nevýhodou AFM je velmi omezený rozsah velikosti obrázku a pomalost snímání. Maximální velikost obrazu bývá stovky mikrometrů a sestavení jednoho obrazu trvá minuty. Dále je v AFM omezen i vertikální rozsah (maximální výška vzorku), který bývá typicky desítky mikrometrů. Problémy způsobuje také blízkost hrotu a vzorku (silná interakce, možnost zachycení hrotu, znečištění hrotu, poškození vzorku) a nenulová šířka hrotu, která vede k deformaci obrazu.